# Hohenwarthe
Hohenwarthe là một đô thị thuộc huyện Jerichower Land, bang Sachsen-Anhalt, Đức. Đô thị Hohenwarthe có diện tích 10,25 km², dân số thời điểm ngày 31 tháng 12 năm 2006 là 1463 người.